# 藤倉梓
藤倉 梓（ふじくら あずさ、1984年1月5日 - ）は日本のミュージカル脚本家・作詞家・作曲家・翻訳家。

## 略歴
慶應義塾幼稚舎・慶應義塾中等部・慶應義塾女子高等学校を経て慶應義塾大学文学部国文科を卒業。
3歳頃に通ったリトミック教室で絶対音感が身につく。5歳からピアノを習い始める。
幼稚舎でリコーダー部に所属し全国大会で団体金賞を受賞。
中等部でオーケストラに所属しバイオリンを担当。
高校の名物行事「演劇会」で舞台をゼロからつくる面白さに目覚める。
大学在学中にミュージカルサークルに入ったのをきっかけに、舞台芸術学院ミュージカル部別科と東宝ミュージカルアカデミーに入学、俳優として学ぶ。
東宝ミュージカルアカデミー在学中からスタッフワークに興味がうつり、自主公演『ヌエバ・カンシオン』で脚本・演出を手掛け、以降ミュージカルクリエイターとして主に活動する。
2013年に初演されたソングサイクル(1曲1話完結型のショウ)の『sign』がニューヨークを拠点とする団体National Asian Arts Projectの2014年度優秀賞に選出され、同年にニューヨークのシアターで現地キャストによってダイジェスト版が上演された。
日本で数少ないマルチクリエイターとして、オリジナルミュージカル製作と海外ミュージカル上演に携わっている。

## 出演歴
- 『Songs For A New World』2008
- 『ビューティフル・サンディ』2010
- 『Count Down My Life』 2011/2014
- 『ひめゆり』2018
- 『YOKOHAMA Short Stories』2022（ウキヨホテルプロジェクト）[1]

## スタッフ歴(初演年のみ表記)
- 『Into the Woods』演出助手 2010
- 『TRAILS』 演出助手 2011
- 『ヌエバ・カンシオン』脚本・演出 2011
- 『カムイレラ』 脚本・作詞・作曲・演出 2012
- 『LITTLE WOMEN』 2012(演出)/2015(翻訳・演出)
- 『a song cycle sign』 脚本・作詞・作曲・演出 2013
- 『Ordinary Days』 翻訳・演出 2013
- 『プロパガンダ・コクピット』 脚本・作詞・作曲・演出 2014
- 『bare』 翻訳 2014
- 『氷刀火伝』 脚本・作詞・作曲・演出 2015
- 『RANGER』 脚本・作詞・作曲・演出 2016
- 『song cycle a Shape』作詞・作曲・演出(西川大貴と共同) 2016
- 『僕と彼女と物憂げな傘』 脚本・作詞・作曲 2017
- 『I Love You, You're Perfect, Now Change』 演出 2017
- 『ソレイル』 脚本・作詞・作曲・演出 2018
- 『GODSPELL』 翻訳・演出 2018
- 『最終陳述 (최후진술)』 翻訳 2019
- 『サイト』 演出　2021
- 『第25回パットナム郡スペリング大会』 翻訳・演出 2021
- 『DEVIL (더 데빌)』 翻訳 2021
- 『イズ・エヴリシング・オウライ？』 脚本・作詞・作曲・演出 2021
- 『あなたの初恋探します (김종욱 찾기)』 翻訳 2022
- 『雲母紙鳶 KIRANOTOBI』 脚本・作詞・作曲・演出 2022
- 『ジャニス』 演出 2022
- 『海宝直人コンサート　ATTENTION PLEASE！』 演出 2023
- 『マチルダ』 演出補 2023
- 『赤と黒』 演出助手 2023
- 『ジル・ド・レ ～吾輩は娼館の蚤である～』 作詞 2023
- 『海宝直人コンサート　ATTENTION PLEASE！ 2』 演出 2024
- 『瀧廉太郎の友人、と知人とその他諸々』 演出 2024 (予定)
- 『ながめせしまに茶の湯でも』 脚本・作詞・作曲 2024 (予定)